# قائمة البعثات الدبلوماسية في كينيا

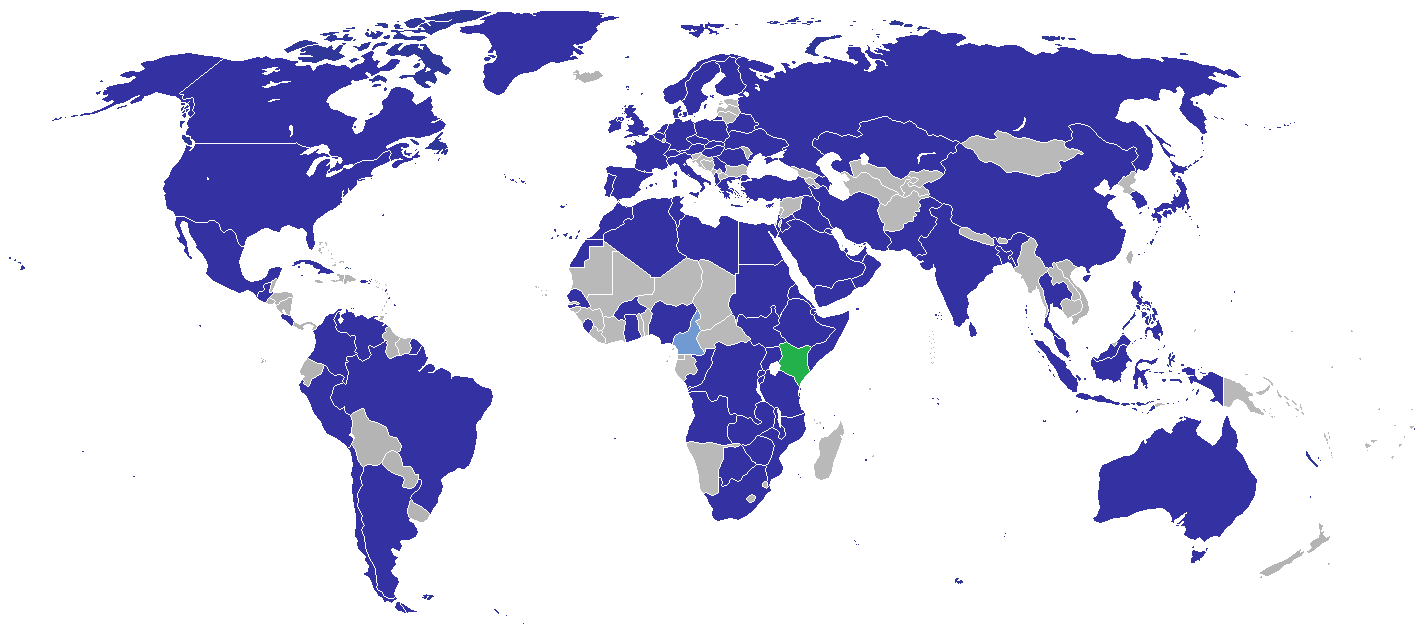
خريطة البعثات الدبلوماسية في كينيا

تعرض هذه الصفحة قائمة البعثات الدبلوماسية في كينيا. حاليا، توجد في العاصمة نيروبي 88 سفارة. دول أخرى عديدة لها سفراء معتمدون في كينيا، لكن معظمهم يقيم في عواصم دول أخرى. هذه القائمة تستثني القنصليات الفخرية.

## سفارات فينيروبي
| - الجزائر - أنغولا - الأرجنتين - أستراليا - النمسا - بنغلاديش - بيلاروسيا - بلجيكا - بوتسوانا - البرازيل - بوروندي - كندا - تشيلي - الصين - كولومبيا - جمهورية الكونغو الديمقراطية - جمهورية الكونغو - كوستاريكا - كوبا - التشيك - الدنمارك - جيبوتي - مصر - إريتريا - إثيوبيا - فنلندا - فرنسا - ألمانيا - غانا - اليونان | - الفاتيكان - المجر - الهند - إندونيسيا - إيران - العراق - جمهورية أيرلندا - إسرائيل - إيطاليا - اليابان - الأردن - الكويت - ليبيا - مالاوي - ماليزيا - المكسيك - المغرب - موزمبيق - هولندا - نيجيريا - النرويج - سلطنة عمان - باكستان - الفلبين - بولندا - البرتغال - قطر - رومانيا - روسيا - رواندا | - سيراليون - السعودية - الجمهورية الصحراوية - السنغال - صربيا - سلوفاكيا - الصومال - جنوب أفريقيا - كوريا الجنوبية - جنوب السودان - فرسان مالطا - إسبانيا - سريلانكا - السودان - السويد - سويسرا - تنزانيا - تايلاند - تونس - تركيا - أوغندا - أوكرانيا - الإمارات العربية المتحدة - المملكة المتحدة - الولايات المتحدة - فنزويلا - اليمن - زامبيا - زيمبابوي |

### مكاتب أخرى في نيروبي
- الاتحاد الأوروبي (وفد)
- الصومال (مكتب تمثيلي)

## قنصليات

### قنصليات فيمومباسا
- الهند قنصلية عامة
- تنزانيا قنصلية عامة

## سفارات غير مقيمة

### أديس أبابا
- بيلاروسيا[1]
- جمهورية إفريقيا الوسطى
- الكاميرون [2]
- ساحل العاج
- تشاد
- غينيا
- ليسوتو [3]
- مالي [4]
- نيوزيلندا
- سوازيلاند [5]

### القاهرة
- أفغانستان
- البوسنة والهرسك [6]
- منغوليا
- نيبال

### بريتوريا
- كرواتيا [7]
- جامايكا
- باراغواي
- تايوان

### لندن
- غواتيمالا

### كمبالا
- آيسلندا[8]
- كوريا الشمالية

### دار السلام (تنزانيا)
- ناميبيا
- فيتنام

### سنغافورة
- سنغافورة

### مدن سكن السفارات أخرى
- جزر المالديف (الرياض)
- لاوس (نيودلهي)
- تركمانستان (الرياض)
- قرغيزستان (الرياض)
- طاجيكستان (القاهرة)
- تيمور الشرقية (جنيف)
- السلفادور (تل أبيب)
- هندوراس (تل أبيب)
- نيكاراغوا (ماناغوا)
- بنما (أبو ظبي)

## مقالات متعلقة
- علاقات كينيا الخارجية
- قائمة البعثات الدبلوماسية الكينية